# Reichsarbeitskammer

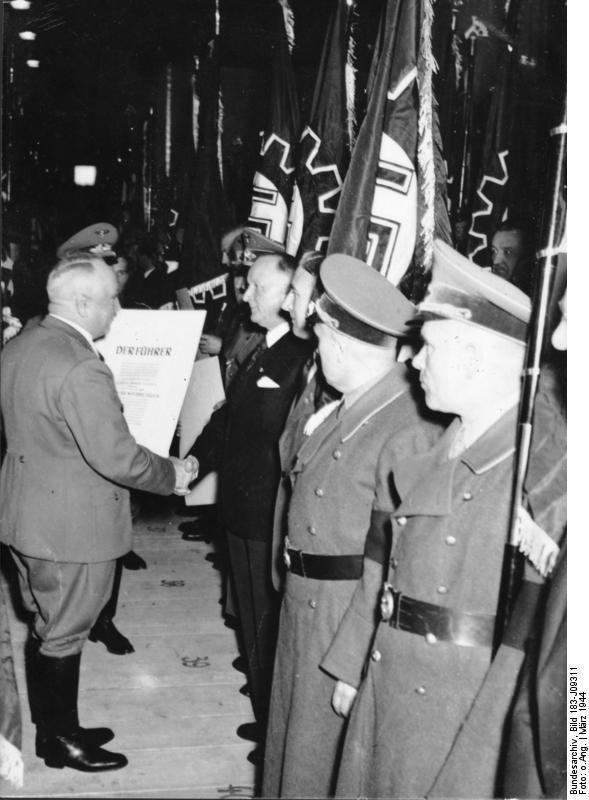
Auszeichnung von Kriegsmusterbetrieben durch Robert Ley

Die Reichsarbeitskammer (RAK) war in der Zeit des Nationalsozialismus eine Unterorganisation der Deutschen Arbeitsfront (DAF). Sie bildete zusammen mit dem Beirat der Reichswirtschaftskammer den Reichsarbeits- und wirtschaftsrat, der als Hauptaufgabe hatte, sich in wirtschaftlichen und sozialpolitischen Fragen auszutauschen, die Zusammenarbeit innerhalb der Gliederungen der DAF zu gewährleisten und Ansprechpartner für Anweisungen der Regierung und der DAF-Leitung zu sein.
Die Reichsarbeitskammer verlieh auf ihren Tagungen u. a. bestimmten Betrieben die Auszeichnung Kriegsmusterbetrieb und Einzelpersonen das Ehrenzeichen Pionier der Arbeit.